# I'm in the Band
"I'm in the Band" är en singel från 2005 med rockbandet The Hellacopters. Singellåten kommer från albumet Rock & Roll Is Dead och är som spår nummer 8:a öppningslåt på sida B. Sida två utgörs av en cover.
"I'm in The Band" framfördes i olika tappningar i JC-reklamen för kampanjen Youth Culture.
Låten har även varit med i tv-spelet Guitar Hero III: Legends of Rock som en bonuslåt.